# JBOD

Номери блоків вибрані довільно, щоб проілюструвати, що диски не повинні бути парних розмірів

JBOD (від англ. Just a bunch of disks, просто пачка дисків) — дисковий масив, в якому єдиний логічний простір розподілено по жорстких дисках послідовно. Проте в деяких RAID-контролерах режимом «JBOD» названо режим, при якому контролер працює як звичайний IDE- або SATA-контролер, що не задіює механізми об'єднання дисків в масив, тобто в такому випадку кожен диск буде видно як окремий пристрій в операційній системі. Частина IT-фахівців трактує «JBOD» буквально як «купу» дисків, кожен з яких функціонує незалежно один від одного, а поняття «spanning» (тобто «охоплення» даними декількох дисків») відносять вже не до JBOD, а до RAID — технологій, оскільки має місце організація дисків в найпростіший масив.

## Характеристики JBOD масиву
- Ємність масиву дорівнює сумі ємностей складових дисків;
- Імовірність відмови приблизно дорівнює сумі ймовірностей відмови кожного диска в масиві (надмірності не передбачено);
- Швидкість читання і запису залежить від області даних; вона не є вищою, ніж у найшвидшого диска в масиві, і не є нижчою, ніж у найповільнішого;
- Навантаження на процесор під час роботи є мінімальним (порівняно з навантаженням при роботі з одиничним диском).

## Особливості JBOD масиву
- Відмова одного диска дозволяє відновити файли на інших дисках (якщо жоден з їх фрагментів не належить пошкодженому диску);
- У ряді випадків можливе забезпечення високої швидкості роботи декількох додатків (за умови , що програми працюють з областями даних на різних дисках);
- Масив може складатися з дисків різної ємності та швидкості;
- Масив легко розширюється додатковими дисками у міру потреби.

В операційній системі Windows JBOD-масив називається складовим томом (spanned volume) (можливо створення тільки на динамічних дисках), Red Hat називає подібний тип компоновки «linear RAID», в FreeBSD аналогічне завдання вирішує GEOM клас ― geom_concat.